# Frig

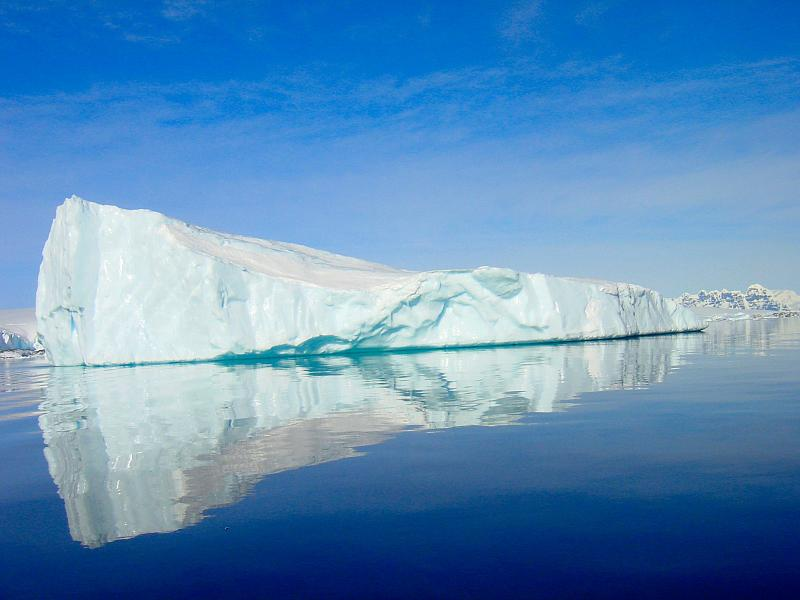
Un aisberg

Frigul se referă la percepția subiectivă prin care se resimte temperatura joasă, fiind opusul căldurii.
Organismul dispune de receptori tonici pentru frig, denumiți „algoreceptori”.
Terapia prin frig, practicată de secole, prin aplicarea de frig sub diverse forme (comprese reci, gheață etc.), poartă denumirea de „crioterapie”.
Abolirea sensibilității normale pentru căldură sau pierderea aptitudinii de a deosebi căldura de frig se numește „termoanalgezie”.
Anestezia obținută prin frig poartă denumirea de „crioanestezie”.
Senzația de frig, însoțită de tremurături, manifestată de obicei înainte sau în timpul febrei se numește „frison”.
Studiul fenomenelor biologice care se produc sub efectul frigului se numește „criobiologie”.

## Legături externe
- „Frig” la DEX online